# Selle Italia-Serramenti Diquigiovanni/2006
Deze pagina geeft een overzicht van de wielerploeg Selle Italia - Serramenti Diquigiovanni in 2006.
| Naam                               | Geboortedatum | Nationaliteit | Ploeg 2005                      |
| ---------------------------------- | ------------- | ------------- | ------------------------------- |
| Domenico Agosta (stagiair)         | 03-04-1983    | Italië        |                                 |
| Santo Anzà                         | 17-11-1980    | Italië        | Acqua & Sapone-Adria Mobil      |
| Niklas Axelsson                    | 15-05-1972    | Zweden        | Team Universal Caffé-Styloffice |
| Sergio Barbero                     | 17-01-1969    | Italië        | Naturino-Sapore di Mare         |
| Wladimir Belli                     | 25-07-1970    | Italië        | Domina Vacanze                  |
| Alessandro Bertolini (vanaf 09.02) | 27-07-1971    | Italië        | Domina Vacanze                  |
| Armando Camelo (stagiair)          | 06-01-1981    | Italië        |                                 |
| Angelo Furlan                      | 21-06-1977    | Italië        | Domina Vacanze                  |
| Mariano Giallorenzo                | 07-08-1982    | Italië        |                                 |
| Alexander Giraldo                  | 26-03-1977    | Colombia      |                                 |
| Freddy González                    | 18-06-1975    | Colombia      | Relax-Fuenlabrada               |
| Raffaele Illiano                   | 11-02-1977    | Italië        |                                 |
| Alberto Loddo                      | 05-01-1979    | Italië        | Saunier Duval (2004)            |
| Huberlino Mesa Estepa              | 12-06-1971    | Colombia      |                                 |
| Gabriele Missaglia                 | 24-07-1970    | Italië        | Team Universal Caffé-Styloffice |
| Diego Nosotti                      | 26-07-1982    | Italië        | U.C. Bergamasca 1902            |
| Nilton Ortiz                       | 31-10-1983    | Colombia      |                                 |
| Freddy Paredes                     | 21-09-1974    | Colombia      |                                 |
| Walter Pedraza                     | 27-11-1981    | Colombia      | 05-Orbitel                      |
| José Rujano (tot 31.05)            | 18-02-1982    | Venezuela     |                                 |
| Andrej Sartasov (stagiair)         | 10-11-1975    | Rusland       |                                 |
| Philippe Schnyder (vanaf 23.02)    | 17-03-1978    | Zwitserland   |                                 |
| José Serpa                         | 17-04-1979    | Colombia      | Beloften                        |
| Edgardo Simón                      | 16-12-1974    | Argentinië    | Stagiair                        |
| Rolando Trujillo                   | 16-07-1978    | Colombia      |                                 |

1996 · 1997 · 1998 · 1999 · 2000 · 2001 · 2002 · 2003 · 2004 · 2005 · 2006 · 2007 · 2008 · 2009 · 2010 · 2011 · 2012 · 2013 · 2014 · 2015 · 2016 · 2017 · 2018 · 2019 · 2020 · 2021 · 2022